# Jan Sosniok
Jan Sosniok (né le 14 mars 1968 à Gummersbach) est un acteur allemand qui joue surtout pour la télévision et pour le cinéma.
Jan Sosniok s'installe en 1992 à Berlin et passe son diplôme d'école supérieure en Ökotrophologie (économie domestique). Il arrive en finale au Modelcontest visage 92, concours de beauté masculine.
Sa percée en tant qu'acteur survient avec son rôle de Tom Lehmann, de la série télévisée Au rythme de la vie (Gute Zeiten, schlechte Zeiten), série particulièrement suivie en Allemagne depuis 1994, ainsi que dans d'autres pays européens.
Jan Sosniok est marié, a un fils et vit avec sa famille à Berlin.

## Filmographie
- 2010-2012, 2014 : Danni Lowinski, série télévisée
- 2012 : Mon père, cet inconnu (Lebe dein Leben) (TV) : Frank Schröder
- 2010 : La voie du bonheur (Im Zweifel für die Liebe) (TV) : Sean Hastings
- 2008 : Film TV " Un Zoo à sauver"
- 2005 : Film TV Macho dans le cours de centrifugeuse, ProSieben, rôle principal : Tom

- 2005 : Film TV gaz est freiné - plus tard, ProSieben, rôle principal : Ben

- 2005 : Film de cinéma: Siegfried, rôle : Roi Gunther
- 2005 : Série télévisée Family Mix (Türkisch für Anfänger), rôle d'épisode
- 2004 : Film TV Pour une danse avec moi (titre français), Sat1, rôle principal : Martin Hansen
- 2004: Série télévisée Duo de maîtres, rôle d'épisode

- 2004 : Film TV Le Meilleur morceau, rôle principal : Mark

- 2002 : Film TV Le Meilleur morceau, rôle principal : Mark
- 2001-2004 : Série télévisée Berlin, Berlin, ARD, rôle principal : Sven Ehlers

- 2001 : Série des Enquêteurs, ZDF, rôle d'épisode : Juergen Haffner

- 2000 : TV-Film Sascha, SAT1, rôle principal: Ferdinand Keppler
- 2000 : Série policière (garde-côtes), ZDF, rôle principal: Erik Lorenzen

- 2000 : Le Navire de rêve (Das Traumschiff), ZDF, joue le rôle principal : Andreas

- 1999 : Le Fleming, meurtre dans le talkshow, RTL, rôle principal : Wolfgang Henning

- 1999 : Série policière, Alerte Cobra, RTL, rôle: Bernd Tulbeck

- 1994-1996 : Au rythme de la vie (Gute Zeiten, schlechte Zeiten), RTL, rôle: Thomas Tom Lehmann